# Morgonbris
Morgonbris, är medlemstidskrift för det Sveriges socialdemokratiska kvinnoförbund, S-kvinnor. 
Morgonbris grundades 1904 av Kvinnornas fackförbund, men övergick vid förbundets nedläggning 1909 till den socialdemokratiska kvinnorörelsen. Under åren 1904–1908 var Anna Sterky redaktör. Det var Maria Sandel som namngav Morgonbris.
Tidningen innehåller nyheter och reportage om politik ur ett kvinnoperspektiv med socialdemokratiska förtecken. Journalistiken genomsyras av feminism och skildrar förutom politiska sakfrågor även verksamheten inom S-kvinnor, centralt, regionalt och lokalt.
Äldre årgångar (1904–1936) finns digitaliserade för läsning av Kvinnohistoriska samlingarna på Göteborgs universitet. Alla tidigare nummer finns sparade på Arbetarrörelsens arkiv och bibliotek. 